# Ереванский государственный музыкально-педагогический колледж
Государственный музыкально-педагогический колледж имени Арно Бабаджаняна — музыкальное учебное заведение в Ереване, основано 1 октября 1967 г.

## История
Приказом министра образования и науки Армении N 559-Ա/Ք от 1 августа 2003 года Музыкально-педагогический училище имени Арно Бабаджаняна был переименован в Государственный музыкально-педагогический колледж имени Арно Бабаджаняна . Колледж носит имя армянского композитора Арно Бабаджаняна. В колледже получили среднее профессиональное образование около 4500 подростков. Лучшими выпускниками являются известные деятели современной армянской музыки: народные и заслуженные артисты РА, лауреаты международных и республиканских конкурсов, обладатели различных наград и медалей певцы Гегам Григорян, Эмма Папикян, Эмма Григорян, скрипачи Анна Арутюнян, Лусине Агабабян, дирижёр Рубен Асатрян, дудукисты Мкртич Карапетян, Камо Сейранян, любимые мастера народной песни: Папин Погосян, Сусанна Сафарян, Маник Григорян, Давид Амалян, Инга и Ануш Аршакян, пианисты Ануш Амирян, Ашот Хачатрян, Армен Агаджанян художественный руководитель ансамбля Общественного радио «Аревик» Армен Диванян, тележурналист, художественный руководитель вокального ансамбля «Жезл» Наира Гюрджинян и другие.

## Отделения
Колледж имеет следующие отделения:
- фортепианные
- струнные, духовые и ударные инструменты
- народные инструменты
- теория музыки
- оркестровка и классика
- народное и эстрадное пение

## Фестивали и конкурсы
В колледже регулярно проводятся различные фестивали, прослушивания и различные концертные вечера, а также различные музыкальные группы: оркестр народных инструментов, студенческий хор, камерные ансамбли.
С 1996 года по инициативе учебного заведения один раз в два года проводились 6 республиканских конкурсов юных пианистов имени Арно Бабаджаняна, которые были призваны выявить наиболее одарённых пианистов среднего круга республики. В 2011 году при поддержке Министерства образования и науки РА колледж организовал международный конкурс-фестиваль молодых пианистов имени Арно Бабаджаняна, посвящённый 90-летию композитора. 12-19 июня 2013 года при поддержке Министерства образования и науки РА колледж организовал 2-й Международный конкурс-фестиваль молодых пианистов имени Арно Бабаджаняна, в котором приняли участие более 90 пианистов со всех регионов Армении, НКР, Сирии, Грузии, из Казахстана, Российской Федерации, Австралии.